# Крістіан Молінаро
Крістіан Молінаро (італ. Cristian Molinaro, нар. 30 липня 1983, Валло-делла-Луканія) — італійський футболіст, фланговий захисник клубу «Венеція».
Виступав, зокрема, за клуби «Ювентус», «Штутгарт» та «Торіно», а також національну збірну Італії.

## Клубна кар'єра
Народився 30 липня 1983 року в місті Валло-делла-Луканія. Вихованець футбольної школи клубу «Салернітана». Дорослу футбольну кар'єру розпочав 2002 року в основній команді того ж клубу, в якій провів три сезони, взявши участь у 77 матчах Серії B.
2005 року уклав контракт з «Ювентусом», з якого відразу ж перейшов до «Сієни» на умовах спільного володіння. У цій команді молодий захисник швидко отримав постійну ігрову практику на рівні Серії A.
Влітку 2007 «Ювентус» повернув собі повні права на гравця за 2,5 мільйона євро і включив його до заявки на сезон 2007/08. У складі «старої сеньйори» новачок швидко отримав статус основного лівого флангового захисника, оскільки його головного конкурента на цій позиції Джорджо К'єлліні рішенням тренерського штабу перевели в центр захисту. Був гравцем основного складу «Юве» до весни 2009 року, коли отримав периренальну гематому і був змушений пропустити завершення сезону 2008/09. А влітку 2009 року до клубу приєднався прямий конкурент Молінаро за місце лівого захисника, гравець італійської збірної Фабіо Гроссо, а також клуб орендував уругвайця Мартіна Касереса, що також міг «закрити» цю позицію.
Тож провівши за першу половину сезону 2009/10 лише п'ять ігор в усіх турнірах, у січні 2010 року на правах піврічної оренди перейшов до німецького «Штутгарта». Влітку того ж року німецький клуб скористався опцією викупу прав на італійського захисника за 3,9 мільйона євро. Протягом наступних трьох років регулярно грав за штутгартців, а з початку сезону 2013/14 втратив місце ротації команди і за пів року взяв участь лише в одній грі Бундесліги.
Першу половину 2014 року провів у «Пармі», після чого уклав однорічний контракт з «Торіно», який згодом продовжили. Відігравши протягом чотирьох років понад 100 ігор усіх турнірів за цю туринську команду, влітку 2018 залишив її на правах вільного агента.
У сезоні 2018/19 років захищав кольори аутсайдера Серії A «Фрозіноне», 15 січня 2020 року 36-річний захисник приєднався до «Венеції» із Серії B.

## Виступи за збірні
2010 року провів два офіційні матчі у складі національної збірної Італії.

## Статистика виступів

### Статистика клубних виступів
Станом на 1 серпня 2020 року
| Сезон                   | Команда                 | Чемпіонат               | Чемпіонат | Чемпіонат | Національний кубок | Національний кубок | Національний кубок | Континентальні кубки | Континентальні кубки | Континентальні кубки | Інші змагання | Інші змагання | Інші змагання | Усього | Усього |
| Сезон                   | Команда                 | Ліга                    | Ігор      | Голів     | Ліга               | Ігор               | Голів              | Ліга                 | Ігор                 | Голів                | Ліга          | Ігор          | Голів         | Ігор   | Голів  |
| ----------------------- | ----------------------- | ----------------------- | --------- | --------- | ------------------ | ------------------ | ------------------ | -------------------- | -------------------- | -------------------- | ------------- | ------------- | ------------- | ------ | ------ |
| 2002–03                 | «Салернітана»           | B                       | 5         | 0         | КІ                 | 0                  | 0                  | -                    | -                    | -                    | -             | -             | -             | 5      | 0      |
| 2003–04                 | «Салернітана»           | B                       | 33        | 0         | КІ                 | 1                  | 0                  | -                    | -                    | -                    | -             | -             | -             | 34     | 0      |
| 2004–05                 | «Салернітана»           | B                       | 39        | 1         | КІ                 | 5                  | 0                  | -                    | -                    | -                    | -             | -             | -             | 44     | 1      |
| Усього за «Салернітану» | Усього за «Салернітану» | Усього за «Салернітану» | 77        | 1         |                    | 6                  | 0                  |                      | -                    | -                    |               | -             | -             | 83     | 1      |
| 2005–06                 | «Сієна»                 | A                       | 20        | 0         | КІ                 | 0                  | 0                  | -                    | -                    | -                    | -             | -             | -             | 20     | 0      |
| 2006–07                 | «Сієна»                 | A                       | 36        | 0         | КІ                 | 2                  | 0                  | -                    | -                    | -                    | -             | -             | -             | 38     | 0      |
| Усього за «Сієну»       | Усього за «Сієну»       | Усього за «Сієну»       | 56        | 0         |                    | 2                  | 0                  |                      | -                    | -                    |               | -             | -             | 58     | 0      |
| 2007–08                 | «Ювентус»               | A                       | 31        | 0         | КІ                 | 5                  | 1                  | -                    | -                    | -                    | -             | -             | -             | 36     | 1      |
| 2008–09                 | «Ювентус»               | A                       | 29        | 0         | КІ                 | 2                  | 0                  | ЛЧ                   | 9                    | 0                    | -             | -             | -             | 40     | 0      |
| 2009-січ. 2010          | «Ювентус»               | A                       | 5         | 0         | КІ                 | 0                  | 0                  | ЛЧ                   | 0                    | 0                    | -             | -             | -             | 5      | 0      |
| Усього за «Ювентус»     | Усього за «Ювентус»     | Усього за «Ювентус»     | 65        | 0         |                    | 7                  | 1                  |                      | 9                    | 0                    |               | -             | -             | 81     | 1      |
| січ.-черв. 2010         | «Штутгарт»              | БЛ                      | 17        | 0         | КН                 | 0                  | 0                  | ЛЧ                   | 2                    | 0                    | -             | -             | -             | 19     | 0      |
| 2010–11                 | «Штутгарт»              | БЛ                      | 27        | 0         | КН                 | 3                  | 0                  | ЛЄ                   | 11                   | 0                    | -             | -             | -             | 41     | 0      |
| 2011–12                 | «Штутгарт»              | БЛ                      | 23        | 0         | КН                 | 4                  | 0                  | -                    | -                    | -                    | -             | -             | -             | 27     | 0      |
| 2012–13                 | «Штутгарт»              | БЛ                      | 25        | 0         | КН                 | 4                  | 0                  | ЛЄ                   | 7                    | 0                    | -             | -             | -             | 36     | 0      |
| 2013-січ. 2014          | «Штутгарт»              | БЛ                      | 1         | 0         | КН                 | 0                  | 0                  | ЛЄ                   | 1                    | 0                    | -             | -             | -             | 2      | 0      |
| Усього за «Штутгарт»    | Усього за «Штутгарт»    | Усього за «Штутгарт»    | 93        | 0         |                    | 11                 | 0                  |                      | 21                   | 0                    |               | -             | -             | 125    | 0      |
| січ.-черв. 2014         | «Парма»                 | A                       | 16        | 2         | КІ                 | 0                  | 0                  | -                    | -                    | -                    | -             | -             | -             | 16     | 2      |
| 2014–15                 | «Торіно»                | A                       | 24        | 0         | КІ                 | 1                  | 0                  | ЛЄ                   | 13                   | 1                    | -             | -             | -             | 38     | 1      |
| 2015–16                 | «Торіно»                | A                       | 27        | 1         | КІ                 | 2                  | 0                  | -                    | -                    | -                    | -             | -             | -             | 29     | 1      |
| 2016–17                 | «Торіно»                | A                       | 10        | 0         | КІ                 | 0                  | 0                  | -                    | -                    | -                    | -             | -             | -             | 10     | 0      |
| 2017–18                 | «Торіно»                | A                       | 20        | 0         | КІ                 | 4                  | 0                  | -                    | -                    | -                    | -             | -             | -             | 24     | 0      |
| Усього за «Торіно»      | Усього за «Торіно»      | Усього за «Торіно»      | 81        | 1         |                    | 7                  | 0                  |                      | 13                   | 1                    |               | -             | -             | 101    | 2      |
| 2018–19                 | «Фрозіноне»             | A                       | 14        | 0         | КІ                 | 1                  | 0                  | -                    | -                    | -                    | -             | -             | -             | 15     | 0      |
| січ.-черв. 2020         | «Венеція»               | B                       | 12        | 0         | КІ                 | 0                  | 0                  | -                    | -                    | -                    | -             | -             | -             | 12     | 0      |
| Усього за кар'єру       | Усього за кар'єру       | Усього за кар'єру       | 414       | 4         |                    | 34                 | 1                  |                      | 43                   | 1                    |               | -             | -             | 491    | 6      |

### Статистика виступів за збірну
| Дата      | Місто   | Господарі | Результат | Гості       | Турнір            | Голи | Примітки |
| --------- | ------- | --------- | --------- | ----------- | ----------------- | ---- | -------- |
| 10-8-2010 | Лондон  | Італія    | 0 – 1     | Кот-д'Івуар | товариський матч  | -    |          |
| 3-9-2010  | Таллінн | Естонія   | 1 – 2     | Італія      | Відбір до ЧЄ 2012 | -    |          |
| Усього    |         | Матчів    | 2         |             | Голів             | 0    |          |